# Bataille de Round Mountain
Guerre de Sécession
Batailles
- Round Mountain
- Chusto-Talasah
- Chustenahlah
- Cabin Creek
- Honey Springs
- Perryville
- Devil's Backbone
- Middle Boggy Depot

La bataille de Round Mountain, également connue sous le nom de bataille de Red Fork, est un combat de la guerre de Sécession. Il a lieu le 19 novembre 1861. Sa localisation, dans le Territoire indien, est sujette à controverse.
Cette bataille oppose des unités confédérées, amérindiennes et texanes, à une troupe d'Amérindiens fidèles à l'Union. Ces derniers, selon l'optique que l'on choisit, seront soit battus soit s'échapperont.

## Contexte

### Contexte géographique

#### Les Territoires indiens
Il s'agit des territoires de ce qui deviendra plus tard l'Oklahoma et de la partie sud de l'actuel Kansas.
Diverses tribus amérindiennes y ont été regroupées. Parmi elles, les « Cinq tribus civilisées », c'est-à-dire les cinq nations amérindiennes considérées par les Américains comme les plus européanisées.

### Contexte militaire
Les Territoires indiens ont été évacués par les troupes de l'Union dès le début du conflit.
Ceux-ci ont été occupés par les confédérés, qui ont négocié avec les tribus amérindiennes une alliance. Cependant, une partie des tribus a décidé, soit de rester neutre, soit de refuser le passage du côté sudiste.
Ce sont ces réfractaires que le commandant du Département sudiste, le colonel Cooper, va chercher à écraser ou à faire fuir.

## Forces en présence

### Forces confédérées
- Brigade Cooper (colonel Douglas Hancock Cooper)
  - 6 compagnies, 1er Régiment d'infanterie montée ("Mounted Rifles") Choctaw-Chickasaw (Major Mitchell Laflore)
  - Détachement, 1er Creek "Mounted Rifles" (Col. Daniel N. McIntosh)
  - Détachement, 2e Creek "Mounted Rifles" (Lt. Col. Chilly McIntosh)
  - Détachement, Indiens Seminole (Major John Jumper)
  - Détachement, 9e Texas Cavalry (Lt. Col. William Quayle)

### Forces nordistes

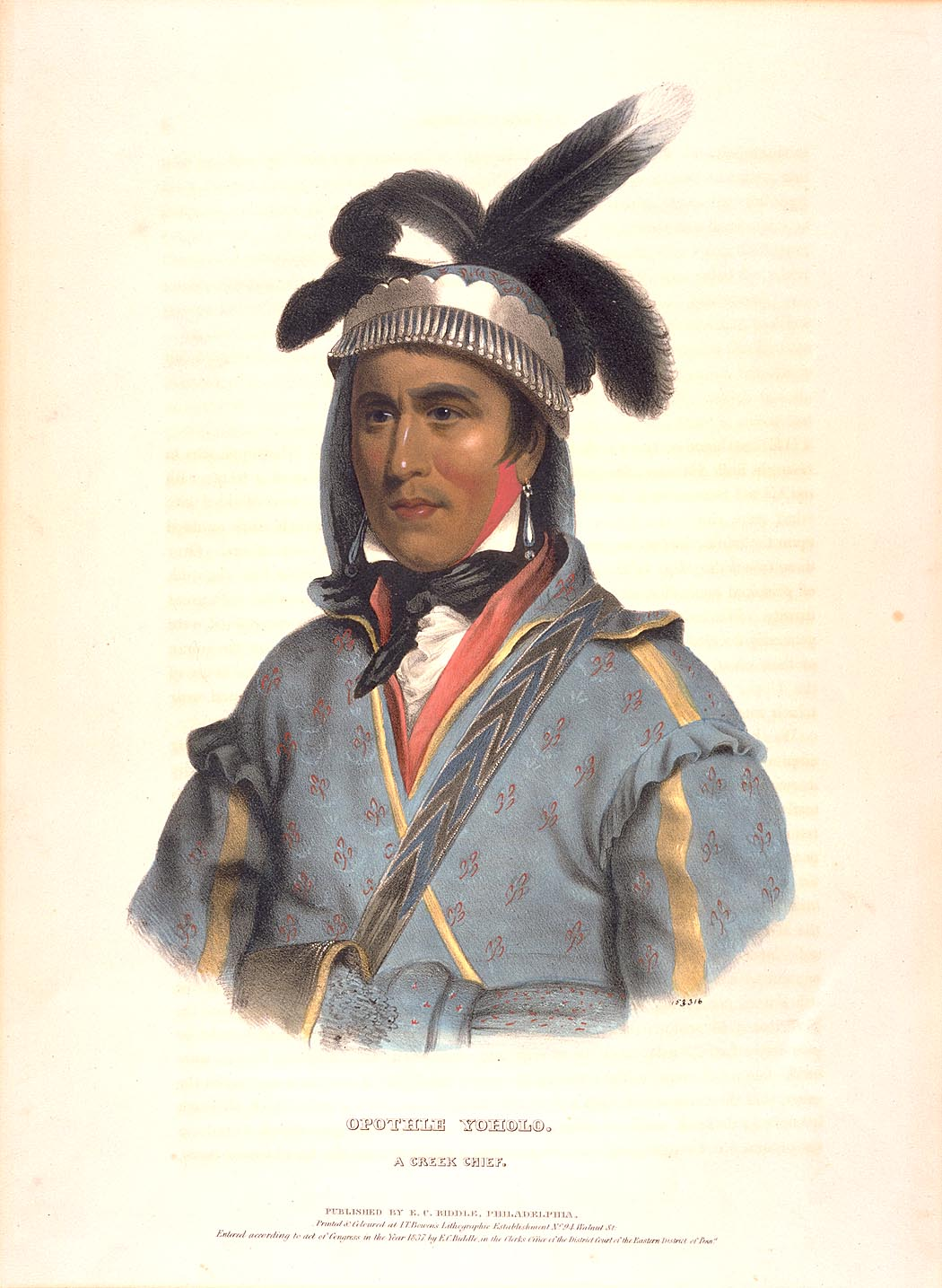
Le chef creek Opothleyahola (jeune. Il a environ 60 ans lors du combat).

- Creeks et Séminoles - Chef Opothleyahola
  - Creeks Lockapoka
  - Creeks Muscogee
  - Séminoles - Halleck Tustenuggee, Billy Bowlegs

## Déroulement du combat
Le commandant du "Departement Indien" confédéré, Douglas H Cooper, à la tête de 1400 hommes, veut obtenir la soumission du chef indien Opothleyahola, resté fidèle à l'Union, ou le chasser du territoire. Le chef Opothleyahola commande une bande de Creeks et de Seminoles.
Le 15 novembre, il franchit la Canadian, à Deep Fork, pour gagner le camp d'Opothleyahola. Mais il le trouve abandonné. Le 19, l'interrogatoire de prisonniers lui permet d'apprendre que ses adversaires sont en train de construire des retranchements à Red Fork, sur l'Arkansas.
Le même jour, vers 16 heures, ses troupes atteignent l'endroit désigné et le trouvent abandonné depuis peu. Les cavaliers du 4e Texas rattrapent la troupe adverse, à une lisière de bois, au pied de Round Mountain. Ils sont repoussés.
À l'arrivée du gros des forces confédérées, Opothleyahola fait mettre le feu à la prairie et en profite pour décrocher.
Les deux camps crient victoire. Les sudistes pour être restés maîtres du champ de bataille, les « nordistes », pour avoir réussi à s'échapper.

## Conséquences
Ce combat est le premier des trois ayant opposé Opothleyahola aux confédérés. À la fin de l'année, il est obligé de se réfugier au Kansas.
Les pertes sudistes s'élèvent à 4 tués (dont un officier), 4 blessés et un disparu. Les indiens, environ 110 tués et blessés.

## Sources
- (en) Cet article est partiellement ou en totalité issu de l’article de Wikipédia en anglais intitulé « Battle of Round Mountain » (voir la liste des auteurs).
- (en) Angie Debo, "The Site of the Battle of Round Mountain, 1861," Chronicles of Oklahoma, Vol. XXVII, No. 2 (1949), pp. 187-206, ).